# Emiel Vermeesch-Dochy

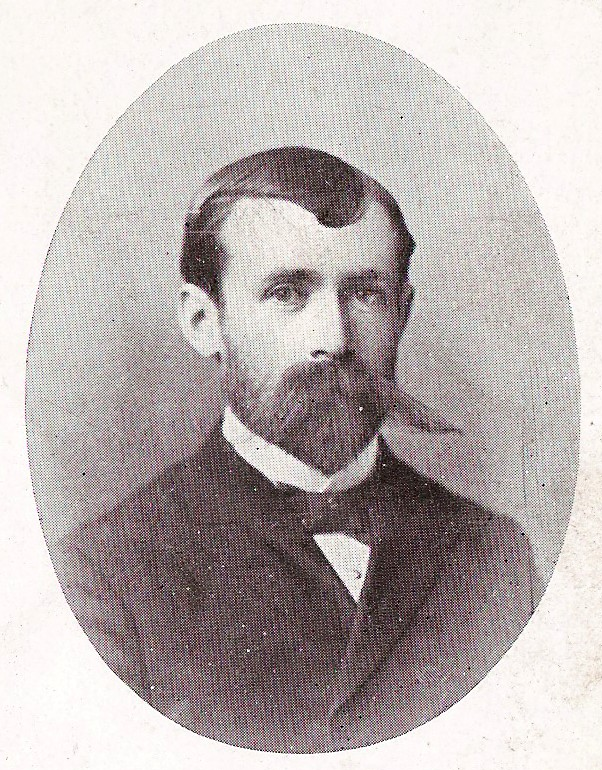
Emiel Vermeesch-Dochy

Emiel Vermeesch-Dochy (Houtem, 1862 - Lichtervelde, 1937) was een Belgisch politicus. Hij loodste Lichtervelde als burgemeester door de Eerste Wereldoorlog en leidde de wederopbouw van het dorp. Tijdens het interbellum was hij vier jaar burgemeester voor zijn overlijden. Belangrijke centrumwegen kwamen tijdens zijn bestuur tot stand: de Marktstraat in 1914 en de Astridlaan in 1936.

## Periode 1906- oktober 1914
Emiel Vermeesch maakt deel uit van de Katholieke Burgersgilde. Hij huwde Maria Dochy, dochter van Charles Dochy, en volgde zijn schoonvader op als geneesheer en politicus in Lichtervelde. Hij woonde in een herenhuis in de Pastoriestraat. Hij stelde zich kandidaat bij de gemeenteraadsverkiezingen op de lijst van de Katholieke Burgersgilde en werd schepen. Wanneer in 1906 de burgemeester, dokter Ferdinand Vermeersch-Vancanneyt, Lichtervelde verliet, volgde hij hem op. Op 25 oktober 1906 werd Vermeesch ingehuldigd.

## Eerste Wereldoorlog
Wanneer het Duitse leger Lichtervelde op 15 oktober 1914 binnentrok, was burgemeester Vermeesch 52. Zijn bestuurlijke macht kwam voor vier jaar in handen van een Ortskommandant. De burgemeester en de schepenen werden door de Duitse overheid behandeld als een soort administratieve kracht, een tussenpersoon tussen het militaire apparaat en de bevolking. De opeenvolgende Ortskommandanten maakten geen contact met de plaatselijke bevolking, maar zadelden de gemeentelijke gezagsdragers met de vervelende karweien op.
Lichtervelde was voor het Duitse militaire apparaat van cruciaal belang en strategisch gelegen. Op nauwelijks 20 kilometer van het front in Diksmuide en Ieper, was het dorp met een spoorwegknooppunt een ideale plaats om uit te rusten, gewonden te verzorgen, om te trainen en te ontspannen. De Duitse aanwezigheid had twee gezichten. Enerzijds waren er de permanente troepen, zoals de statiewacht, de mannen van de militaire bakkerij, van het munitiedepot enzovoort. Deze troepen bleven langere tijd en zorgden voor de logistieke organisatie van de oorlog. Anderzijds zakten er ook strijdende eenheden af naar Lichtervelde wanneer zij aan het front afgelost werden. Soms werd een heel regiment, soms een bataljon te slapen gelegd. Vier jaar lang was het inkwartieren een puzzelwerkje voor de Ortskommandant, vooral vanaf de zomer van 1917 bij de aanvang van de Derde Slag om Ieper, bekend als de slag om Passendale.

## Heropbouw
De Duitse troepen verlieten Lichtervelde op 16 oktober 1918 en lieten het in puin achter. De bevolking was teruggelopen van 6.811 inwoner in 1913 tot 6.487 in 1918 en op het Duitse Kerkhof in de Torhoutstraat lagen meer dan 636 dode Duitse soldaten, 2 Fransen, 15 Britten en 2 Russen. De herstellingswerken aan de kerkruïne werden geschat op 103.000 frank, er waren 58 volledig verwoeste woningen en 45 gedeeltelijk beschadigde panden: de huizen voor de kerk en de meeste openbare gebouwen zoals de pastorij, het gemeentehuis, het station, de gemeenteschool, het godshuis en wezengesticht... om van het menselijk leed nog maar te zwijgen.
Op 24 april 1921 vonden de eerste naoorlogse verkiezingen plaats, voor het eerst volgens het principe van het algemeen enkelvoudig stemrecht. Hierdoor overschreed het aantal kiezers het ronde getal 3.000. Emiel Vermeersch werd opnieuw burgemeester, Jules Storme eerste schepen en August Depuydt tweede schepen. De belangrijkste gebeurtenissen tijdens deze legislatuur waren de heropbouw van de kerktoren (1922), het aantreden van een nieuw brandweerkorps (1922) en de afbraak van het huizenblok voor de kerk dat Lichtervelde eeuwenlang een typisch uitzicht hadden gegeven (1923). Zo verdween tegelijk een van de oudste herbergen van Lichtervelde: Herberg De Zwarte Leeuw werd vermeld in 1569. In 1923 ging ook de laatste windmolen, molen Denys, tegen de vlakte.
In 1926 verloor de partij van burgemeester Vermeesch de verkiezingen. Dokter Gustaaf Colpaert nam de burgemeesterssjerp één legislatuur lang over. In tussentijd zetelde Vermeesch als raadslid in de gemeenteraad.

## Periode 1933-1937
In 1933 was hij weer burgemeester, tot zijn overlijden in 1937. De nieuwe gemeenteraad kwam voor het eerst bijeen op 6 januari 1933. Voor De Keizer, in de meerderheid zetelden dr. Emiel Vermeesch als burgemeester, August Depuydt en Emeric Maenhout als schepen. Arseen Decuypere, Eugène Callewaert en Charles Decock jr. waren raadslid voor De Keizer. De vertegenwoordiging van De Zwaan bestond uit Gustaaf Colpaert, Cleophas Sintobin, Jozef Boret, Camiel Coussée en Jules Perneel. 
In januari 1936 werd de Astridlaan, een weg van 900 meter, opengesteld voor het publiek. De weg zorgde dat het verkeer van Koolskamp en Zwevezele richting Kortemark en Hooglede (en omgekeerd) niet langer door de dorpskern moeten. Een naam voor de nieuwe weg was snel gevonden. Koningin Astrid, die op 30-jarige leeftijd in Küssnacht op 29 augustus 1935 om het leven kwam, was niet vergeten. Het gruwelijke ongeval waaraan de straatnaam herinnert, was blijkbaar een slecht voorteken, want de Astridlaan bleek een gevaarlijke baan. Ze was nog maar geopend of de 17-jarige bakkersgast Marcel Bulckaert werd aangereden door de camion van Prudent Willaert uit Koekelare.
De moderne verkeersinfrastructuur eiste een vlotte en snelle passage van het verkeer. Dat de straten hiertoe degelijk geplaveid en vooral rechtgetrokken moesten worden, was de gemeenteraad niet ontgaan. Vanaf nu stelde men duidelijk dat wie langs openbare wegen bouwt, de rooilijn van de straat moest respecteren, een regel die gold voor wie minder dan zes meter van de openbare weg woonde. Het verkeer werd steeds minder geconfronteerd met scherpe bochten en onverwachte hindernissen in het wegdek die de snelheid remden.
Toen dokter Vermeesch in december 1937 overleed, volgde Eugène Callewaert hem op.